# Narodowy Uniwersytet Pedagogiczny im. Wołodymyra Hnatiuka w Tarnopolu
Narodowy Uniwersytet Pedagogiczny im. Wołodymyra Hnatiuka w Tarnopolu, ukr. Тернопільський національний педагогічний університет імені Володимира Гнатюка – szkoła wyższa w Tarnopolu.

## Historia
Narodowy Uniwersytet Pedagogiczny w Tarnopolu im. Wołodymyra Hnatiuka jest najstarszą szkołą wyższą w tym mieście.
1 października 1805 r. otwarto gimnazjum w Krzemieńcu, które w 1818 r. przekształcono w liceum. W 1831 r. zostało zamknięte, a baza materialna liceum stała się główną bazą do założenia Uniwersytetu św. Włodzimierza w Kijowie (obecnie Kijowski Uniwersytet Narodowy im. Tarasa Szewczenki). W 1920 wznowił pracę.
15 kwietnia 1940 r. otwarto Instytut Nauczycielski w Krzemieńcu, który 4 sierpnia 1950 r. został przekształcony w Instytut Pedagogiczny. W 1969 uczelnia została przeniesiona do Tarnopola. W 1989 r. otwarto liceum o profilu fizycznym i matematycznym, a w 1991 r. studia podyplomowe.
W 1997 r. Instytut Pedagogiczny w Tarnopolu został zreorganizowany w uniwersytet i nazwany na cześć Wołodymyra Hnatiuka. W 2004 roku uniwersytet uzyskał status uczelni państwowej.

## Struktura uczelni

### Wydziały
- geograficzny;
- inżynieria i pedagogika;
- języki obce;
- historyczny;
- sztuka;
- pedagogika i psychologia;
- fizyczne i matematyczne;
- wychowanie fizyczne;
- filologia i dziennikarstwo;
- chemiczne i biologiczne.

### Centra
- Szkolenie Dowyszowa;
- Studia podyplomowe.

### Muzeum Dżhereli
W 1995 r. historyk i archeolog Ołeksandr Petrowśkyj założył muzeum jako biuro edukacyjno-metodyczne dotyczące archeologii i pomocniczych dyscyplin historycznych.

## Rektorzy
- Iwan Wakuła – 1940-1941, dyrektor Instytutu Nauczycielskiego w Krzemieńcu;
- Uljan Krahłyk – 1944-1950, dyrektor Instytutu Nauczycielskiego w Krzemieńcu;
- Mykoła Bryhineć – 1961-1969 rektor Instytutu Pedagogicznego w Krzemieńcu, 1969-1974 rektor Instytutu Pedagogicznego w Tarnopolu;
- Ołeksandr Jawonenko – 1974-1982;
- Iwan Butnycki – 1982-1984;
- Jurij Iwaszczenko – 1984-1990;
- Wołodymyr Kraweć – 1990-2017;
- Bohdan Bujak – od 2017[6].

## Źródła
- Сеник, А. Тернопільський національний педагогічний університет // Тернопільський енциклопедичний словник: у 4 т. / редкол.: Г. Яворський та ін, Тернопіль: Видавничо-поліграфічний комбінат «Збруч», 2008, Т. 3: П – Я, s. 430–431, ISBN 978-966-528-279-2.
- 15 квітня. 70 років Тернопільському національному педагогічному університету імені Володимира Гнатюка // Література до знаменних і пам'ятних дат Тернопільщини на 2010 рік: бібліогр. покажч. Вип. 20 / Голов. упр. з питань туризму, сім'ї, молоді та спорту Терноп. облдержадмін., Упр. культури Терноп. облдержадмін., Терноп. обл. універс. наук. б-ка; уклад. М. Друневич ; ред. О. Раскіна; відп. за випуск В. Вітенко, Тернопіль: Підручники і посібники, 2009, s. 65–67.
- Перший вищий навчальний заклад Надзбруччя: бібліогр. покажч. / М-во освіти і науки України, Терноп. нац. пед. ун-т ім. В. Гнатюка, наук. б-ка ; уклад.: О. Я. Кульчицька, Т. Р. Матвієшин, Т.: РВВ ТНПУ, 2010, 66 s.
- 15 квітня. 75 років із часу заснування Тернопільського національного педагогічного університету імені Володимира Гнатюка // Література до знаменних і пам'ятних дат Тернопільщини на 2015 рік: бібліогр. покажч. Вип. 25 / Департамент культури, релігій та національностей Терноп. облдержадмін., Терноп. обл. універс. наук. б-ка ; уклад. М. Пайонк; ред.: О. Раскіна, Г. Жовтко; кер. проєкту та наук. ред. В. Вітенко, Тернопіль: Навчальна книга – Богдан, 2014, s. 52–56.